# Grottole
Grottole ist eine süditalienische Gemeinde in der Provinz Matera in der Region Basilikata. Grottole liegt etwa 13 km von Grassano entfernt. Das Dorf hat 1985 Einwohner (Stand am 31. Dezember 2023) auf einer Fläche von 115 km².
Grottole liegt erhöht zwischen Miglionico und Grassano, westlich des Lago di San Giuliano. Wie alle Dörfer der Region wurde es aufgrund des Erdbebens im Jahre 1980 verwüstet. Neubauten gab es seitdem sehr wenige. Die Häuser des Dorfes, seien es vom Erdbeben beschädigte oder nicht, sind weitgehend im ursprünglichen Zustand geblieben.

## Geschichte
Die erste menschliche Anwesenheit wird sehr weit zurück datiert, wie die zahlreichen prähistorischen Höhlen unterhalb der heutigen Stadt bezeugen. Ihr lateinischer Name lautete tatsächlich Cryptulae, was auf Latein „kleine Grotten“ bedeutet.
Das Gebiet war zwischen dem 13. und 12. Jahrhundert v. Chr. von den Griechen bewohnt, als es Teil ihrer Kolonie Metapont war, einer der bedeutendsten Städte in Großgriechenland. In römischer Zeit war Grottole ein Municipium. Nach dem Fall des Weströmischen Reiches gehörte es zum mittelalterlichen Fürstentum Salerno; in dieser Zeit wurde auch eine Burg errichtet. Später wurde es von verschiedenen Feudalfamilien beherrscht, darunter die Orsini-Del Balzo und die Zurlo-Pisciscelli. Von 1547 bis 1639 stand es unter der Herrschaft der Familie Sancez De Luna d'Aragona, gefolgt von den Caracciolo von Melissano, den Spinelli von San Giorgio und schließlich ab 1738 von den Sanseverino aus Bisignano.
Aufzeichnungen aus dem Jahr 1010 zeigen Grottole als eine Stadt mit 13.000 Einwohnern, doch Seuchen und Kriege reduzierten die Zahl bis 1133 auf etwas über 4.000. Spätere Aufzeichnungen nennen etwa 1.300 Einwohner im Jahr 1493 und 2.010 im Jahr 1783.
Nach einem explosiven demografischen Wachstum im 19. Jahrhundert kam es erneut zu einem Bevölkerungsrückgang aufgrund von Auswanderung; die heutige Bevölkerung liegt bei etwa 2.100.